# برنارد بارنجاک
برنارد بارنجاک (انگلیسی: Bernard Barnjak؛ زادهٔ ۱ مهٔ ۱۹۶۵) بازیکن فوتبال اهل بوسنی و هرزگوین است که در پست نوک حمله بازی می‌کند.